# Animal Crossing: Happy Home Designer
Animal Crossing: Happy Home Designer (どうぶつの森:ハッピーホームデザイナー, Dobutsu no Mori: Happi Hōmu Dezainā) è un videogioco simulatore di vita del 2015, sviluppato da Nintendo EPD e Monolith Soft e pubblicato da Nintendo per Nintendo 3DS. Si tratta di uno spin-off della serie Animal Crossing.

## Modalità di gioco
Animal Crossing: Happy Home Designer riprende un tema presente in tutti i capitoli principali della serie Animal Crossing, ossia quello di progettare e arredare case. Il giocatore lavora nell'agenzia immobiliare gestita da Tom Nook, affiancato da Casimira, e, in base alle richieste e ai suggerimenti dei personaggi, deve progettare abitazioni per gli abitanti del villaggio. Man mano che si giocherà, si sbloccheranno ulteriori elementi di arredo che possono essere incorporati nei progetti. I giocatori possono anche visitare le case che hanno creato.
Il gioco si integra con carte amiibo: tramite esse, i giocatori possono sbloccare la capacità di progettare case per personaggi importanti come K.K. Slider e Tom Nook, e possono anche invitare il loro personaggio a visitare una casa che un giocatore ha progettato.

## Sviluppo
Il direttore del gioco, Aya Kyogoku, ha spiegato che Animal Crossing: Happy Home Designer è stato ispirato dai capitoli precedenti: una capacità presente negli altri titoli della serie è stata così ampliata e migliorata.
Sono stati proposti numerosi bundle del gioco. In particolare, per Nintendo 3DS, 3DS XL e 2DS, che non possiedono un lettore NFC essenziale per la tecnologia amiibo, è stato proposto un bundle che, oltre al gioco, contiene tre carte amiibo e un lettore wireless NFC, in modo da fruire delle amiibo anche su queste console.
Il gioco può essere integrato al titolo per Wii U Animal Crossing: Amiibo Festival, in cui possono essere trasferite le case progettate.

## Accoglienza
| Testata               | Giudizio |
| --------------------- | -------- |
| Metacritic (media al) | 66/100   |
| Game Informer         | 5/10     |
| GameSpot              | 5/10     |
| GamesRadar+           | 4/5      |
| IGN                   | 8/10     |
| Nintendo Life         | 7/10     |

Il gioco detiene punteggi complessivi del 66,15% su GameRankings e 66/100 su Metacritic, a indicare "recensioni nella media".  Kallie Plagge di IGN ha elogiato il gioco per la sua "libertà di essere creativi", ma ha notato che a volte risulta poco gratificante. Allo stesso modo, Nintendo Life ha ritenuto che "l'enorme volume di contenuti fosse sbalorditivo", ma ha criticato la "mancanza di una vera sfida".
Jeff Cork di Game Informer ha affermato che è "un tuffo profondo nel pool di home design di Animal Crossing, normalmente poco profondo, senza gli elementi della città che rendono la serie un tale successo". Analogamente, GameSpot ha dichiarato: "Con quello che c'è nel gioco, Happy Home Designer sarebbe stato un DLC fantastico per New Leaf: rinnova i goffi controlli del design del gioco precedente e l'eccesso di nuovi elementi avrebbe dato anche ai fan più accaniti un motivo per rivisitare il loro villaggio probabilmente trascurato. Ma come esperienza a sé stante, non importa quante case felici io progetti, la città sembra semplicemente sterile".

### Vendite
Durante la settimana di debutto del gioco in Giappone, è stato il videogioco più venduto nella regione, con 522 556 copie vendute. A marzo 2016, le vendite giapponesi totali hanno superato 1,48 milioni di copie, e le vendite mondiali sono pari a 3,04 milioni di copie.